# Agila
Agila také Agil nebo Akhila (? – 554 Mérida) byl v letech 549–554 králem Vizigótů v Hispánii.
V průběhu jeho panování se v roce 551 jeho soupeř v boji o trůn Athanagild dohodl s východořímským císařem Justiniánem, aby do jižní Hispánie poslal vojsko z Galie, aby zabralo tamější území. Po zabrání území v roce 554 východořímské vojsko obsadilo i území Granady, což vedlo ke spokojenosti místních obyvatel, kteří byli hlavně Hispano-Římané.
Vizigóti v té době neměli celý Pyrenejský poloostrov pod kontrolou, jejich království se skládalo pouze z vizigótské populace, původní obyvatelé byli nakloněni východořímské říši, navzdory její malé síle. Během konfliktu s říší byl Agila poblíž Méridy poražen a zabit. Novým vládcem vizigótské říše stal Athanagild.